# Masakr v Bijeljině
Při masakru v Bijeljině došlo k zabíjení civilistů srbskými polovojenskými skupinami ve dnech 1.–2. dubna 1992 v době těsně před válkou v Bosně. Většina zabitých byli Bosňáci (bosenští muslimové). Zabiti byli také příslušníci jiných etnik a také Srbové, které místní úřady považovaly za neloajální. Vraždy byly spáchány místní polovojenskou skupinou známou jako Mirkovi Četnici a Srbskou dobrovolnickou gardou (SDG, také známou jako Arkanovi tygři), polovojenskou skupinou se sídlem v Srbsku vedenou Željkem „Arkanem“ Ražnatovićem. SDG byly pod velením Jugoslávské lidové armády (JNA), kterou řídil srbský prezident Slobodan Milošević.
V září 1991 bosenští Srbové vyhlásili srbskou autonomní oblast s hlavním městem Bijeljina. V březnu 1992 bylo bosenské referendum o nezávislosti schváleno s drtivou podporou Bosňáků a bosenských Chorvatů, ačkoli bosenští Srbové ho buď bojkotovali, nebo jim bosenskosrbské úřady zabránily v hlasování. 31. března byla Patriotska liga v Bijeljině vyprovokována k boji místními Srby a SDG. 1.–2. dubna SDG a JNA převzaly Bijeljinu s malým odporem; následovaly vraždy, znásilňování, domovní prohlídky a drancování. Historik a profesor Eric D. Weitz z City College of New York označil tyto akce za genocidní. Profesor Michael Sells z University of Chicago dospěl k závěru, že byly provedeny za účelem vymazání kulturní historie bosňáckého lidu v Bijeljině.
Kolem 3. dubna srbské síly odstranily těla zmasakrovaných v očekávání příjezdu bosenské vládní delegace, která měla za úkol vyšetřit, co se stalo. Mezinárodní trestní tribunál pro bývalou Jugoslávii (ICTY) a srbská prokuratura pro válečné zločiny dokázaly ověřit 48 až 78 mrtvých. Poválečná vyšetřování zdokumentovala smrt více než 250 civilistů všech etnik během války v opčině Bijeljina. Po masakru byla provedena série etnických čistek proti nesrbským obyvatelům, všechny mešity byly zbořeny a bylo zřízeno devět záchytných táborů. Mnoho mrtvých v Bijeljině nebylo oficiálně uvedeno jako oběti války a jejich úmrtní listy tvrdí, že „zemřeli přirozenou smrtí“.
K prosinci 2014 místní soudy nikoho za vraždy nestíhaly a žádní členové SDG nebyli stíháni za žádné zločiny, které jednotka spáchala v Bijeljině nebo jinde v Chorvatsku nebo Bosně a Hercegovině. Milošević byl obžalován ICTY a obviněn z provádění genocidní kampaně, která zahrnovala Bijeljinu a další místa, ale během procesu zemřel. Vůdci Republiky srbské Biljana Plavšićová a Momčilo Krajišnik byli odsouzeni za deportace a násilné přesuny v rámci etnických čistek, které následovaly po masakru. Radovan Karadžić, bývalý prezident Republiky srbské, byl odsouzen za masakr a další zločiny proti lidskosti spáchané v Bijeljině. Jovica Stanišić a Franko Simatović, srbští zpravodajští důstojníci, byli také odsouzeni. Na konci války žilo v obci méně než 2 700 Bosňáků z předválečné populace 30 000. Srbové z Bijeljiny slaví 1. duben jako „Den obrany města“ a ulice ve městě byla pojmenovány po SDG.

### Knihy a časopisy
- ALLEN, Beverly. Rape Warfare: The Hidden Genocide in Bosnia-Herzegovina and Croatia. Ithaca: University of Minnesota Press, 1996. Dostupné online. ISBN 978-0-8014-4158-5.
- ARMATTA, Judith. Twilight of Impunity: The War Crimes Trial of Slobodan Milosevic. Durham: Duke University Press, 2010. Dostupné online. ISBN 978-0-8223-9179-1.
- Central Intelligence Agency. Balkan Battlegrounds: A Military History of the Yugoslav Conflict, 1990–1995. Washington, D.C.: Office of Russian and European Analysis, Central Intelligence Agency, 2002.
- BEĆIREVIĆ, Edina. Genocide on the Drina River. New Haven and London: Yale University Press, 2014. Dostupné online. ISBN 978-0-300-19258-2.
- BUGAJSKI, Janusz. Ethnic Politics in Eastern Europe: A Guide to Nationality Policies, Organizations and Parties. Armonk: M. E. Sharpe, 1995. Dostupné v archivu pořízeném z originálu dne 2 April 2024. ISBN 978-1-56324-283-0.
- CALIC, Marie–Janine. Confronting the Yugoslav Controversies: A Scholars' Initiative. Redakce Ingrao Charles. 2nd. vyd. West Lafayette: Purdue University Press, 2012. Dostupné v archivu pořízeném z originálu dne 8 February 2023. ISBN 978-1-55753-617-4. Kapitola Ethnic Cleansing and War Crimes, 1991–1995, s. 109–127.
- CIGAR, Norman L.; WILLIAMS, Paul. Indictment at the Hague: The Milosevic Regime and Crimes of the Balkan Wars. [s.l.]: New York University Press, 2002. Dostupné v archivu pořízeném z originálu dne 2 April 2024. ISBN 978-0-8147-1626-7.
- GOLDSTEIN, Ivo. Croatia: A History. London: C. Hurst & Co., 1999. Dostupné v archivu pořízeném z originálu dne 2 April 2024. ISBN 978-1-85065-525-1.
- GOW, James. The Serbian Project and its Adversaries: A Strategy of War Crimes. London: C. Hurst & Co., 2003. Dostupné v archivu pořízeném z originálu dne 12 January 2023. ISBN 978-1-85065-646-3.
- JUDAH, Tim. The Serbs: History, Myth and the Destruction of Yugoslavia. New Haven: Yale University Press, 2000. Dostupné v archivu pořízeném z originálu dne 27 September 2023. ISBN 978-0-300-08507-5.
- KUMAR, Radha. Divide and Fall?: Bosnia in the Annals of Partition. London and New York: Verso, 1999. Dostupné v archivu pořízeném z originálu dne 2 April 2024. ISBN 978-1-85984-183-9.
- LUKIC, Rénéo; LYNCH, Allen. Europe From the Balkans to the Urals: The Disintegration of Yugoslavia and the Soviet Union. [s.l.]: Oxford University Press, 1996. Dostupné v archivu pořízeném z originálu dne 2 April 2024. ISBN 978-0-19-829200-5.
- MAGAŠ, Branka; ŽANIĆ, Ivo. The War in Croatia and Bosnia-Herzegovina 1991–1995. London: Frank Cass, 2001. Dostupné v archivu pořízeném z originálu dne 2 April 2024. ISBN 978-0-7146-8201-3.
- MALCOLM, Noel. Bosnia: A Short History. New York: New York University Press, 1994. Dostupné online. ISBN 978-0-8147-5520-4.
- OFF, Carol. The Ghosts of Medak Pocket: The Story of Canada's Secret War. New York: Random House, 2010. Dostupné online. ISBN 978-0-307-37078-5.
- RAMET, Sabrina P. The Three Yugoslavias: State-Building and Legitimation, 1918–2005. Bloomington: Indiana University Press, 2006. Dostupné v archivu pořízeném z originálu dne 12 January 2023. ISBN 978-0-253-34656-8.
- SELLS, Michael. Religion and Justice in the War Over Bosnia. Redakce Davis G. Scott. New York: Psychology Press, 1996. Dostupné online. ISBN 978-0-415-91520-5. Kapitola Religion, History, and Genocide in Bosnia-Herzegovina, s. 23–44.
- SILBER, Laura; LITTLE, Allan. Yugoslavia: Death of a Nation. New York: Penguin Books, 1997. Dostupné online. ISBN 978-0-14-026263-6.
- SUBOTIĆ, Jelena. The Cruelty of False Remorse: Biljana Plavšić at the Hague. Southeastern Europe. BRILL, 2012, s. 39–59. Dostupné v archivu pořízeném z originálu dne 19 April 2023. ISSN 0094-4467. doi:10.1163/187633312X617011.
- THOMAS, Nigel. The Yugoslav Wars (2): Bosnia, Kosovo, and Macedonia, 1992–2001. New York: Osprey Publishing, 2006. Dostupné online. ISBN 978-1-84176-964-6.
- TOAL, Gerard; DAHLMAN, Carl T. Bosnia Remade: Ethnic Cleansing and Its Reversal. New York: Oxford University Press, 2011. Dostupné online. ISBN 978-0-19-973036-0.
- TOTTEN, Samuel; BARTROP, Paul R. Dictionary of Genocide. [s.l.]: ABC-CLIO, 2008. Dostupné online. ISBN 978-0-313-34642-2.
- VELIKONJA, Mitja. Religious Separation and Political Intolerance in Bosnia-Herzegovina. College Station: Texas A&M University Press, 2003. Dostupné online. ISBN 978-1-58544-226-3.[nedostupný zdroj]
- WEITZ, Eric D. A Century of Genocide: Utopias of Race and Nation. Princeton: Princeton University Press, 2003. Dostupné v archivu pořízeném z originálu dne 2 April 2024. ISBN 978-0-691-00913-1.

### Zpravodajské články
- AMANPOUR, Christiane. Arkan: Part 2 – From Bijeljina to Infamy. [s.l.]: CNN, 1 June 1997. Dostupné v archivu pořízeném z originálu dne 4 March 2016.
- Arkan's Balkan 'Tigers' escape accountability. Al Jazeera. 9 December 2014. Dostupné v archivu pořízeném z originálu dne 5 August 2020.
- Biljana Plavsic: Serbian Iron Lady. BBC. 27 February 2003. Dostupné v archivu pořízeném z originálu dne 10 September 2019.
- Bosnian Serbs welcome released war criminal Momcilo Krajisnik home as a hero. www.foxnews.com. Fox News, 30 August 2013. Dostupné v archivu pořízeném z originálu dne 1 September 2013.
- DZIDIC, Denis; RISTIC, Marija; DOMANOVIC, Milka; COLLAKU, Petrit; MILEKIC, Sven. Arkan's Paramilitaries: Tigers Who Escaped Justice. Balkan Insight. 8 December 2014. Dostupné v archivu pořízeném z originálu dne 13 August 2018.
- ERLANGER, Steve. Suspect in Serbian War Crimes Murdered by Masked Gunmen. The New York Times. 16 January 2000. Dostupné v archivu pořízeném z originálu dne 20 July 2023.
- Former Bosnian Serb Commander Killed. BBC. 8 June 2000. Dostupné v archivu pořízeném z originálu dne 16 November 2018.
- HUSEJNOVIC, Merima. Bijeljina's Strange Silence Over War Crimes. Balkan Investigative Reporting Network. 8 November 2008. Dostupné v archivu pořízeném z originálu dne 4 March 2016.
- IRWIN, Rachel. Karadzic Witness Pressed on Serb "Tigers". Institute for War & Peace Reporting. 22 March 2013. Dostupné v archivu pořízeném z originálu dne 17 August 2021.
- KARABEGOVIĆ, Dženana. Sjećanje na zločine u Bijeljini. Radio Free Europe / Radio Liberty. 4 April 2012. Dostupné v archivu pořízeném z originálu dne 4 March 2016. (srbochorvatsky)
- KEANE, David. Arkan: Baby-faced Psycho. [s.l.]: The History Channel, 2003. ISBN 978-0-7670-6417-0.
- KIFNER, John. A Pictorial Guide to Hell; Stark Images Trace the Balkans' Descent and a Photographer's Determination. The New York Times. 24 January 2001. Dostupné v archivu pořízeném z originálu dne 20 July 2023.
- Ko uzima deo Cecine kuće?. B92. 27 October 2011. Dostupné v archivu pořízeném z originálu dne 28 October 2020. (srbochorvatsky)
- LITTLE, Allan. Karadzic's broken Bosnia remains. BBC. 17 September 2008. Dostupné v archivu pořízeném z originálu dne 9 November 2020.
- MUSLI, Emir. Zločin bez kazne. www.dw.de. Deutsche Welle, 24 September 2011. Dostupné v archivu pořízeném z originálu dne 11 December 2013. (srbochorvatsky)
- MUSLI, Emir. Odbrana ili zločin?. www.dw.de. Deutsche Welle, 2 April 2012a. Dostupné v archivu pořízeném z originálu dne 29 November 2012. (srbochorvatsky)
- MUSLI, Emir. Nekažnjeni zločin u Bijeljini. www.dw.com. Deutsche Welle, 26 September 2012b. Dostupné v archivu pořízeném z originálu dne 4 January 2018. (srbochorvatsky)
- MUSLI, Emir. Dvadeset godina od rušenja bijeljinskih džamija. www.dw.de. Deutsche Welle, 13 March 2013a. Dostupné v archivu pořízeném z originálu dne 21 March 2013. (srbochorvatsky)
- MUSLI, Emir. Ubijeni prirodnom smrću. www.dw.com. Deutsche Welle, 16 September 2013b. Dostupné v archivu pořízeném z originálu dne 23 March 2017. (srbochorvatsky)
- PAZARAC, Sadik. Kako su se mijenjali nazivi ulica u Bijeljini. Radio Free Europe / Radio Liberty. 8 August 2010. Dostupné v archivu pořízeném z originálu dne 4 March 2016. (srbochorvatsky)
- Pojedinačan popis broja ratnih žrtava u svim općinama BiH. Prometej. 27 February 2013. Dostupné v archivu pořízeném z originálu dne 11 October 2021. (srbochorvatsky)
- Proslava dana odbrane grada [online]. 31 March 2015 [cit. 2016-01-06]. Dostupné v archivu pořízeném z originálu dne 26 January 2016. (srbochorvatsky)
- RISTIC, Marija. Belgrade DJ Investigated For War Crimes. Balkan Insight. 2 October 2012. Dostupné v archivu pořízeném z originálu dne 16 August 2016.
- Sjećanje na početak aprila 1992. godine: Bijeljina slavi zločine. www.avaz.ba. Dnevni Avaz, 2 April 2012. Dostupné online. (srbochorvatsky)[nedostupný zdroj]
- SUDETIC, Chuck. Bosnia Calls Up Guard and Reserve. The New York Times. 5 April 1992. Dostupné v archivu pořízeném z originálu dne 20 July 2023.
- SUDETIC, Chuck. More 'Ethnic Cleansing' by Serbs Is Reported in Bosnia. The New York Times. 18 July 1994a. Dostupné v archivu pořízeném z originálu dne 20 July 2023.
- SUDETIC, Chuck. Serb Gang Expels 566 Muslims From Their Homes in Bosnia. The New York Times. 3 September 1994b. Dostupné v archivu pořízeném z originálu dne 20 July 2023.
- SUDETIC, Chuck. Serbs Drive 800 More Muslims From Homes. The New York Times. 5 September 1994c. Dostupné v archivu pořízeném z originálu dne 20 July 2023.
- SUDETIC, Chuck. Serbs Step Up Violence Against Bosnian Muslim Civilians. The New York Times. 20 September 1994d. Dostupné v archivu pořízeném z originálu dne 20 July 2023.
- SUDETIC, Chuck. Bosnian Serbs Force More Than 2,000 Muslims to Leave Their Homes. The New York Times. 30 August 1994e. Dostupné v archivu pořízeném z originálu dne 20 July 2023.
- TRAYNOR, Ian. Leading Bosnian Serb war criminal released from Swedish prison. The Guardian. 27 October 2009. Dostupné v archivu pořízeném z originálu dne 29 April 2022.
- Witness to Balkans bloodshed. BBC. 24 May 2001. Dostupné v archivu pořízeném z originálu dne 23 October 2020.

### Mezinárodní, vládní a nevládní zdroje
- Accountability for War Crimes [online]. Organization for Security and Co-operation in Europe (OSCE) Mission to Bosnia and Herzegovina [cit. 2016-01-12]. Dostupné v archivu pořízeném z originálu dne 25 March 2016.
- Biljana Plavšić – Case Information Sheet [online]. International Criminal Tribunal for the former Yugoslavia [cit. 2013-03-13]. Dostupné v archivu pořízeném z originálu dne 4 March 2016. IT-00-39 & 40/1.
- Šablona:Cite report
- Šablona:Cite report
- Šablona:Cite report
- Momčilo Krajišnik – Case Information Sheet [online]. International Criminal Tribunal for the former Yugoslavia [cit. 2013-03-13]. Dostupné v archivu pořízeném z originálu dne 25 February 2021. IT-00-39.
- Šablona:Cite report
- Prosecutor v. Momčilo Krajišnik (Trial Judgment) [online]. International Criminal Tribunal for the former Yugoslavia (ICTY), 27 September 2006 [cit. 2010-06-13]. Dostupné v archivu pořízeném z originálu dne 18 May 2013. IT-00-39-T.
- Prosecutor v. Željko Ražnatović (Initial Indictment) [online]. International Criminal Tribunal for the former Yugoslavia, 23 September 1997 [cit. 2013-03-13]. Dostupné v archivu pořízeném z originálu dne 21 November 2020. IT-97-27.
- Radovan Karadžić – Case Information Sheet [online]. International Criminal Tribunal for the former Yugoslavia [cit. 2013-03-13]. Dostupné v archivu pořízeném z originálu dne 4 December 2013. IT-95-5/18.
- The Cases [online]. International Criminal Tribunal for the former Yugoslavia [cit. 2015-05-04]. Dostupné v archivu pořízeném z originálu dne 3 May 2015.
- Trial of Radovan Karadžić – Transcript [online]. International Criminal Tribunal for the former Yugoslavia, 20 March 2013 [cit. 2015-06-13]. Dostupné v archivu pořízeném z originálu dne 13 October 2020. 130320IT.
- Šablona:Cite report
- Šablona:Cite report
- Šablona:Cite report